# TUBB8
TUBB8, тубулин-бета класса 8  (tubulin beta, class VIII, TUBB8) — один из подвидов человеческого бета-тубулина. Представляет собой белок с четвертичной структурой, массой 49 778 дальтон, который у человека кодируется геном TUBB8, находящемся в 10-й хромосоме человека (10p15.3).

Идеограмма 10-й хромосомы человека

Необходим для нормального развития ооцитов. Отвечает за механическую прочность веретена деления клетки и его сборку. Задает определённую скорость при сборке веретена деления. Синхронизирует скорость доставки кинезинами по микротрубочкам строительных белков, участвующих в сборке веретена деления. Дополнительно участвует в формировании микротрубочковых путей клеточной сигнализации.
Мутации гена TUBB8 останавливают созревание ооцитов, часто ещё до момента, когда становится возможным их оплодотворить сперматозоидом. Эти мутации затрагивают шаперонно-зависимые сворачивание и сборку гетеродимеров альфа- и бета-тубулина, нарушают геометрию микротрубочек во время экспрессии генов, изменяют динамику сборки и разборки микротрубочек, приводят к дефектам сборки веретена деления, остановке экспрессии генов.